# 别轻忽我
《别轻忽我》（英語：Don't Look Down）是荷兰音乐制作人兼DJ马丁·盖瑞斯主唱，美国歌手亚瑟小子伴唱的单曲。2015年3月17日，歌曲以數位音樂下載的形式于iTunes发行。

## 作曲與背景
《别轻忽我》时长3分43秒，是一首节奏为每分钟130拍的A小调乐曲。这首歌主调的和弦是Am到F再到C，亚瑟小子的人声跨度从G4到C6。
当谈到与亚瑟小子的合作时，盖瑞斯说：“当我把曲子送到我的经纪人斯库特那里时，他也在那儿。下件事就是我和亚瑟小子打了个FaceTime，他说：‘我很愿意参与这首歌。’一周后，我们便来到了录音室。这太快了！”他还说，这首歌“专注于所有积极的事物。” 

## 專業評論
《公告牌》的杰森·利普舒茨（Jason Lipshutz）写道：“荷兰的EDM神童马丁·盖瑞斯以其标志性的乐器，辅以大卫·库塔式手法完成了《别轻忽我》。亚瑟小子以前曾多次接触现在或从来没有参加过的派对路线，但他充满活力的嗓音和愉悦的木琴声将使此次合作成为流行乐的最终赢家”。另一位《公告牌》撰稿人马特·马德维德（Matt Madved）也注意到了库塔的影响，他说盖瑞斯“放弃了节日屋的的硬装饰，转而追求欢快的吉他伴奏的诗句和柔和的旋律引导”。Idolator网站的罗比·道（Robbie Daw）称之为“舞蹈节拍和适合广播的流行音乐的完美融合，应该成为属于设计者的音乐。”

## 音乐视频
2015年3月17日，由罗里·克雷默（Rory Kramer）执导的歌词视频发布，视频记录了一名男子辞去工作并享受生活的情景。2015年3月23日，两部官方音乐视频正式发布，视频分别从女性和男性的角度看待了乡村俱乐部的工作。

## 榜单
| 榜单（2015年）                               | 最高排名 |
| -------------------------------------------- | -------- |
| 澳大利亚（澳大利亚唱片业协会榜）             | 63       |
| 奥地利（Ö3四十强单曲榜）                     | 37       |
| 比利时佛兰德（Ultratop五十强单曲榜）         | 26       |
| 比利时瓦隆（Ultratop五十强单曲榜）           | 37       |
| 加拿大（加拿大百强单曲榜）                   | 55       |
| 捷克共和國（電台百強單曲榜）                 | 31       |
| 法国（法國唱片出版業公會單曲榜）             | 136      |
| 德国（德國官方單曲榜）                       | 37       |
| 愛爾蘭（愛爾蘭唱片音樂協會单曲榜）           | 29       |
| 意大利（意大利音乐产业联盟单曲榜）           | 49       |
| 墨西哥（《公告牌》墨西哥电台榜）             | 46       |
| 荷兰（荷蘭四十強單曲榜）                     | 10       |
| 荷兰（百强单曲榜）                           | 16       |
| 菲律宾（音乐周榜）                           | 25       |
| 俄罗斯（tophit电台榜）                       | 52       |
| 蘇格蘭（官方榜单公司單曲榜）                 | 2        |
| 斯洛伐克（百強數位單曲榜）                   | 25       |
| 西班牙（西班牙音樂製作協會）                 | 38       |
| 瑞典（瑞典最熱榜）                           | 59       |
| 瑞士（瑞士热门音乐榜）                       | 65       |
| 英國（官方榜单公司單曲榜）                   | 9        |
| 美国（《告示牌》Bubbling Under Hot 100）     | 10       |
| 美國（《告示牌》Hot Dance/Electronic Songs） | 11       |
| 美國（《告示牌》Dance Club Songs）           | 3        |
| 美國（《告示牌》Pop Airplay）                | 33       |

| 榜单（2015年）                    | 排名 |
| --------------------------------- | ---- |
| 荷兰（荷蘭四十強單曲榜）          | 34   |
| 荷兰（百强单曲榜）                | 45   |
| 美国（《公告牌》舞曲/电音歌曲榜） | 27   |

## 认证
| 地區                                                       | 认证 | 认证单位/销量 |
| ---------------------------------------------------------- | ---- | ------------- |
| 澳大利亚（澳大利亚唱片业协会）                             | 金   | 35,000‡       |
| 加拿大（加拿大音乐协会）                                   | 金   | 40,000‡       |
| 意大利（意大利音乐产业联盟）                               | 白金 | 50,000‡       |
| 波兰（波蘭音像製造商協會）                                 | 金   | 10,000*       |
| 英国（英国唱片业协会）                                     | 金   | 400,000‡      |
| *僅含認證的實際銷量 ^僅含認證的出貨量 ‡僅含認證的+實際銷量 |      |               |

## 发行历史
| 国家 | 日期       | 格式     | 唱片公司   |
| ---- | ---------- | -------- | ---------- |
| 荷兰 | 2015-03-17 | 数字下载 | 斯宾尼唱片 |
| 美国 | 2015-03-17 | 数字下载 | 斯宾尼唱片 |
| 英国 | 2015-05-24 | 数字下载 | 斯宾尼唱片 |